# Iwan Iwanowitsch Polsunow

Statue von Polsunow in Barnaul

Iwan Iwanowitsch Polsunow (russisch Иван Иванович Ползунов, wiss. Transliteration Ivan Ivanovič Polzunov; * 1728 in Jekaterinburg; † 16. Maijul. / 27. Mai 1766greg. in Barnaul) war ein russischer Erfinder. Er erfand die erste Dampfmaschine in Russland und den ersten Zwei-Zylinder-Motor der Welt.

## Biografie

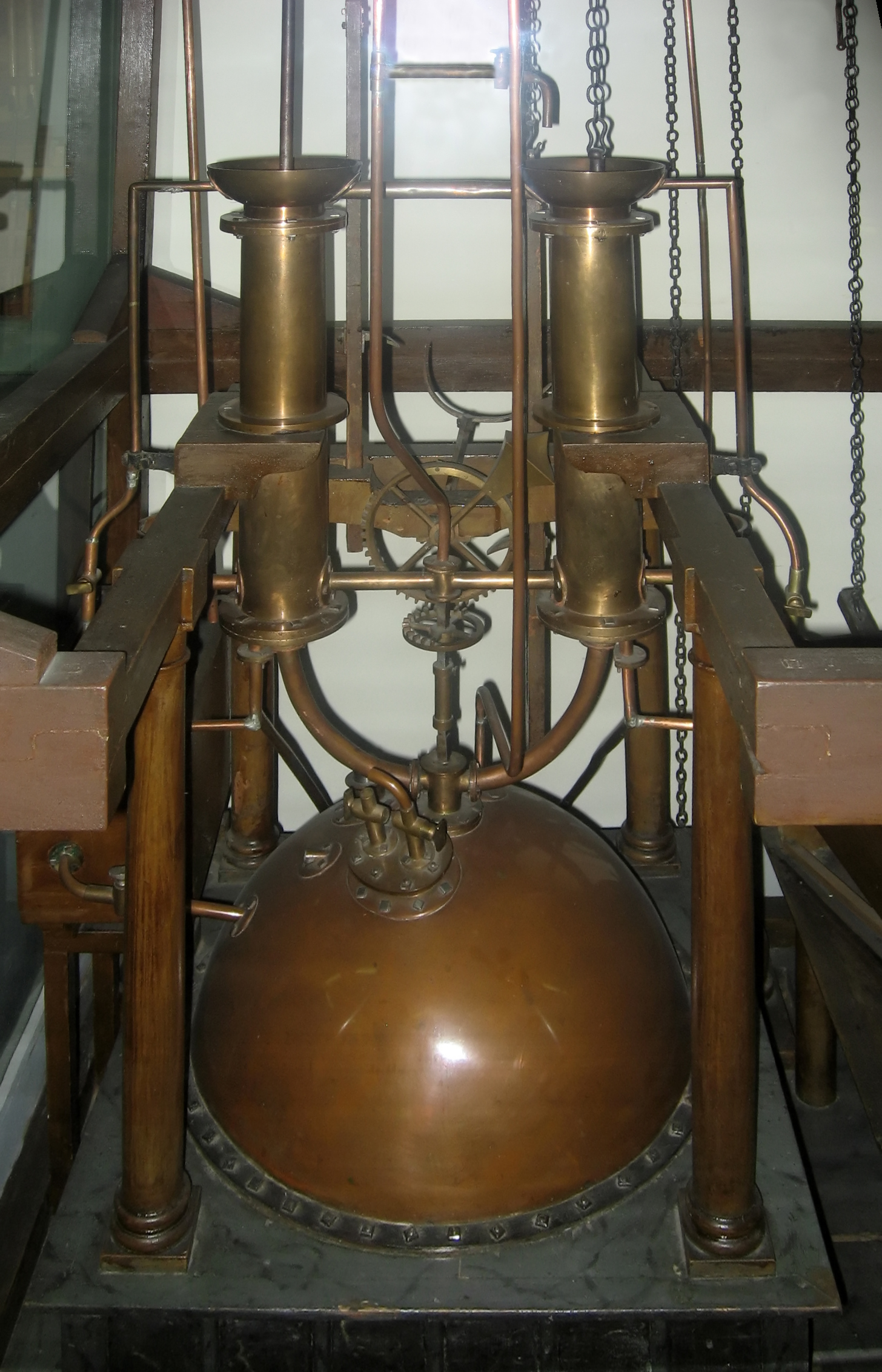
Dampfmaschine von Polsunow, 1763

Iwan Polsunow wurde in eine aus Turinsk stammende Soldatenfamilie geboren. Nach dem Abschluss der Bergbauschule (Горнозаводская Школа) in Jekaterinburg im Jahr 1742 arbeitete er ebendort als Mechanikergehilfe. 1748 ging er nach Barnaul und arbeitete dort als Techniker in einem Metallverarbeitungsbetrieb. Dabei widmete er sich intensiv dem Studium bisheriger wissenschaftlicher Erkenntnisse über den Maschinenbau, unter anderem der Werke von Michail Lomonossow. Er galt als äußerst begabter Mitarbeiter des Betriebs und wurde daher 1750 zum Schichtmeister befördert.
In den 1750er-Jahren wurde Polsunow mehrfach bei der Erschließung neuer Silberminen eingesetzt. Dass zu jener Zeit der Transport des Erzes nur mit Einsatz von Pferden erfolgte und daher wenig effizient war, bewog Polsunow zur Entwicklung einer speziellen Dampfmaschine, mit der der Abbau technisch optimiert werden sollte. Bis April 1763 erarbeitete Polsunow den Entwurf einer 1,3 kW starken Zwei-Zylinder-Dampfmaschine. Bereits 1766 konnte die neue Maschine zum regulären Einsatz kommen. Für diese Erfindung wurde Polsunow von Kaiserin Katharina II. persönlich ausgezeichnet und in den Offiziersrang befördert.
Nach der erfolgreichen Erfindung der Zwei-Zylinder-Dampfmaschine nahm Polsunow die Arbeit an der Entwicklung einer größeren Wärmekraftanlage auf, welche die erste ihrer Art weltweit sein sollte. 1765 war das Projekt weitgehend fertig, jedoch gestalteten sich die Bauarbeiten für die Maschine sehr schwierig. Zudem erkrankte Polsunow bereits 1764 an Tuberkulose, was ihn jedoch nicht daran hinderte, am Bau aktiv mitzuwirken. Bis 1766 verschlechterte sich sein gesundheitlicher Zustand erheblich. Er verstarb am 27. Mai 1766, eine Woche vor Beginn des ersten Testeinsatzes der Maschine.

## Würdigung
Das Wirken von Polsunow in Barnaul fand seine wichtigste Anerkennung in der Verleihung des Namens Iwan Polsunow an die Technische Universität. Vor dem Hauptgebäude der Staatlichen Technischen I.I.Polsunow-Universität wurde schließlich eine Polsunow-Statue errichtet. Darüber hinaus gibt es in Barnaul eine Polsunow-Straße sowie ein nach Polsunow benanntes Restaurant. Der Asteroid des mittleren Hauptgürtels (2771) Polzunov ist nach ihm benannt.

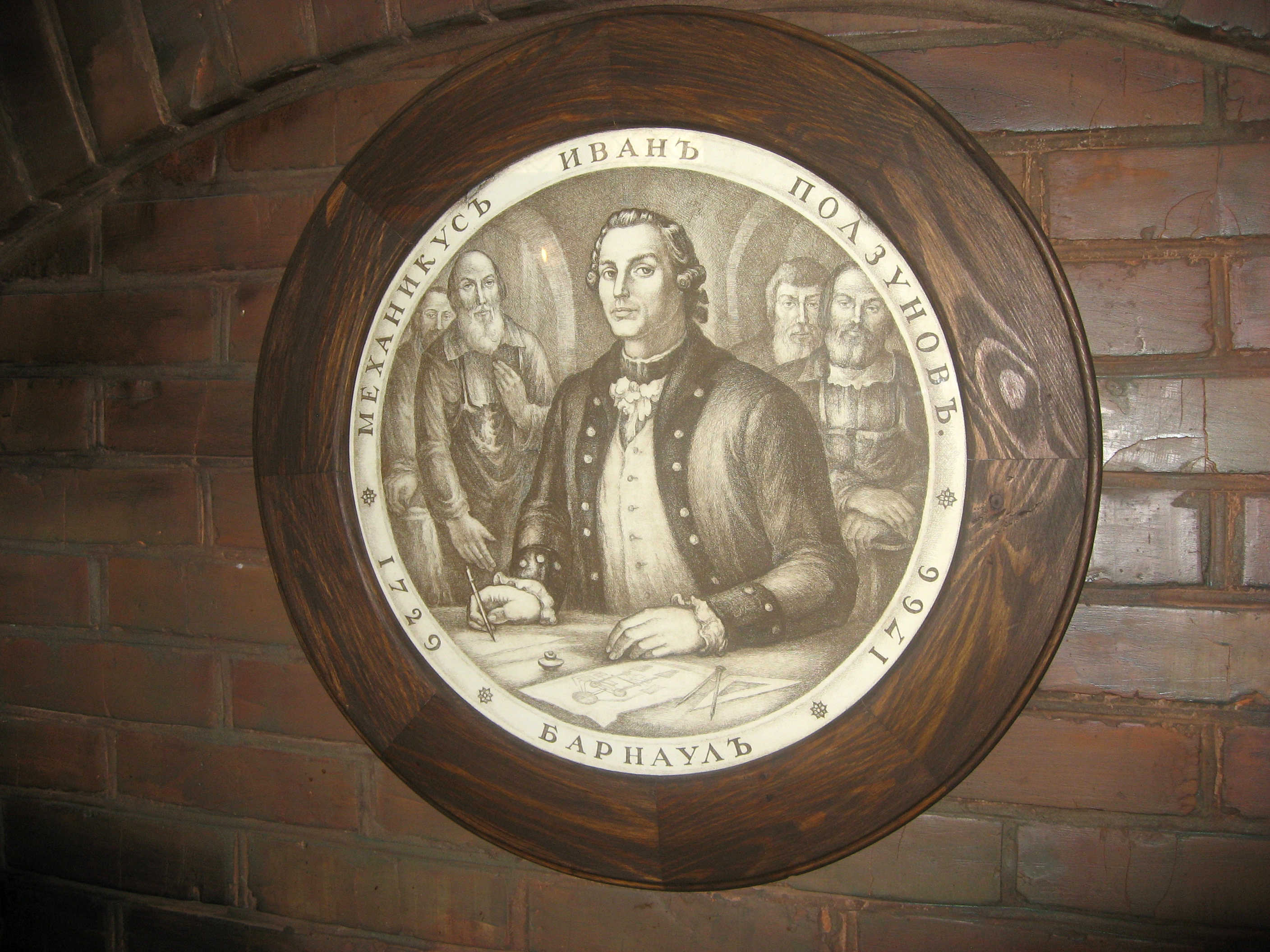
Mechanikus Iwan Polsunow – Gedenktafel im Restaurant Iwan Polsunow
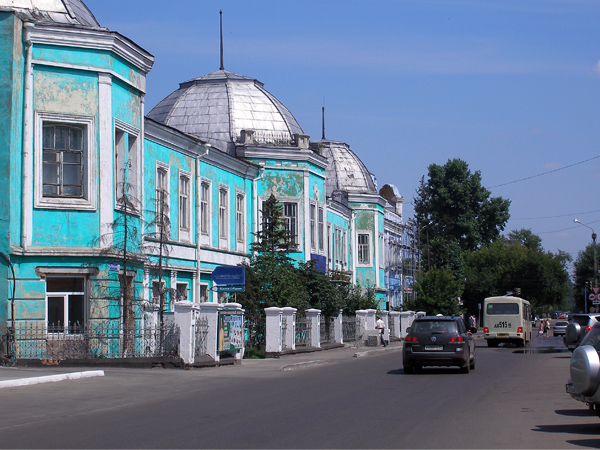
Polsunow-Straße in Barnaul